# Parque de Félix Desruelles
La parque de Félix Desruelles (Square Félix-Desruelles en francés) es un parque del VI Distrito de París.
Lleva el nombre del escultor Félix Desruelles.

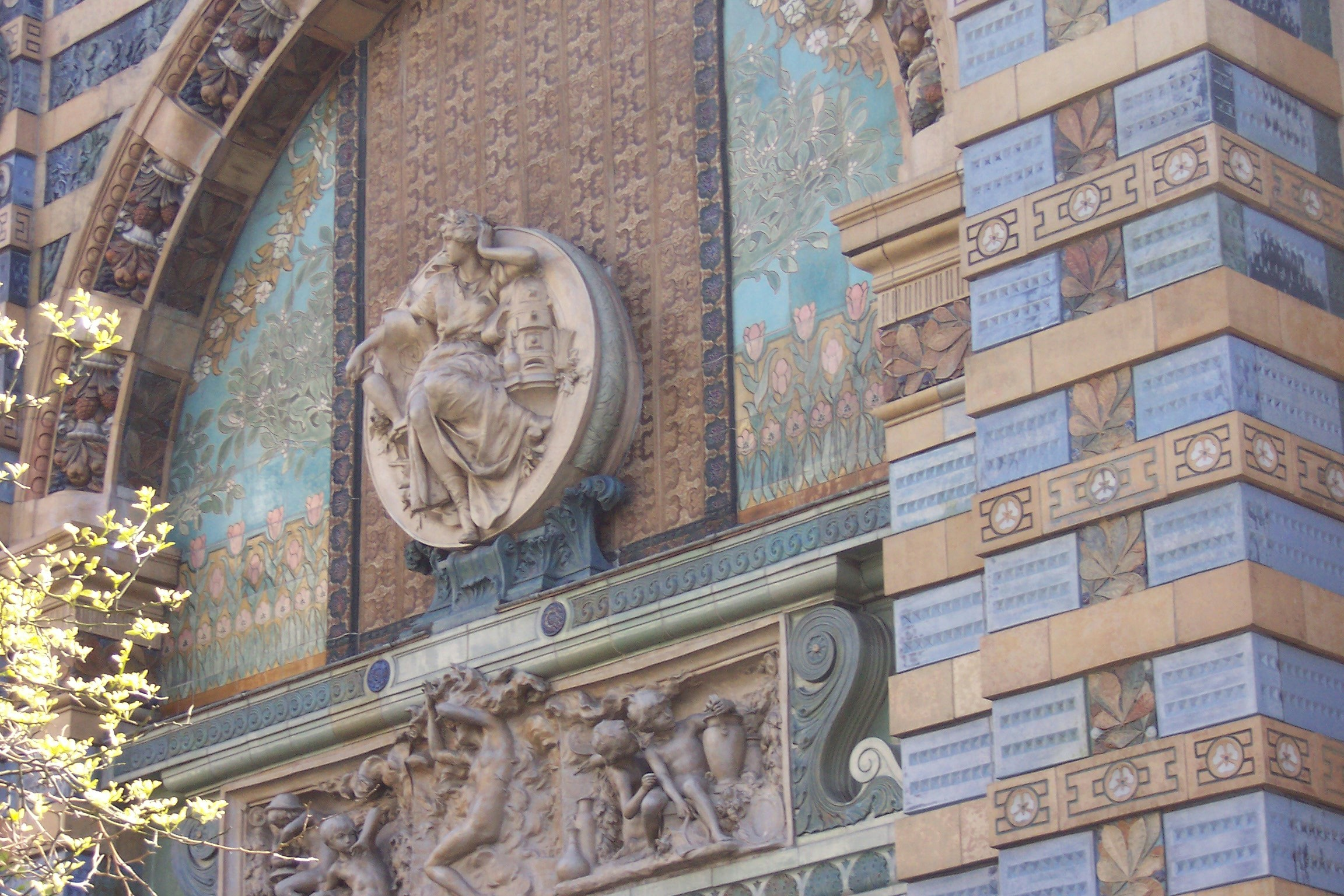
Pórtico monumental del escultor Jules-Félix Coutan

Tres esculturas importantes pueden verse en este espacio: 
- La estatua de Bernard Palissy, en bronce, obra de Louis-Ernest Barrias de 1883 (Esta escultura es igual que la de la entrada principal del Museo Nacional de la Cerámica de Sèvres)
- La fuente de los pastores (del francés: 'Fontaine pastorale'), del mismo Félix Desruelles
- Pórtico monumental de Jules-Félix Coutan. Formó parte del pabellón donde se expuso los productos de la Manufactura de Sévres durante la  Exposición Universal de 1900,  junto al arquitecto Charles Risler. Decorado con motivos variados característicos del Art Nouveau, con un medallón central que representa una mujer joven.